# Hippolytos uwieńczony
Hippolytos uwieńczony (gr. Ἱππόλυτος / Hippólytos) – tragedia napisana przez Eurypidesa w V w. p.n.e. Jest to jedno z 18 zachowanych do dzisiaj dzieł tego autora.
Sztukę pierwszy raz zagrano w 428 r. p.n.e. w czasie trwania wojny peloponeskiej, kilka miesięcy po śmierci Peryklesa, do której tekst czyni aluzję. Za tę tragedię Eurypides otrzymał od Ateńczyków pierwszą nagrodę w corocznym konkursie.
Utwór opowiada o tym, jak Fedra, żona Tezeusza, zapalała miłością do swojego pasierba Hipolita. Kiedy rzecz się wydała, odebrała sobie życie, mszcząc się jednak na obiekcie swojego uczucia.

## Okoliczności powstania utworu
Niezrażony niepowodzeniem swojej oryginalnej Medei, Eurypides sięgnął po kolejny temat dotąd nie wyzyskany przez tragików, po temat kobiety zakochanej w swym pasierbie. Klasyczni Grecy odbierali przemożną siłę namiętności jako upokorzenie, jako chorobę sprowadzającą osłabienie woli i obalenie przewodnictwa rozumu, niegodną bohatera tragedii. Toteż wprowadzenie przez Eurypidesa na scenę żony Tezeusza zakochanej w jego synu z pierwszego małżeństwa było zamiarem zuchwałym. Utwór, zatytułowany Hipolit zasłaniający oblicze, w którym Fedra bezwstydnie narzucała się ze swą miłością pasierbowi, Hipolitowi, został przez publiczność wygwizdany.
Imię Fedry próbował potem zrehabilitować, w zaginionej tragedii, Sofokles, czyniąc swą bohaterkę ofiarą fatalnej miłości, o której pasierb nie dowiedziałby się nigdy, gdyby nie gadulstwo służącej. Wzgardzona przez czystego młodzieńca Fedra, dalej prowadziła intrygę na jego zgubę. Tragedia również nie miała powodzenia. Niezrażony tymi niepowodzeniami Eurypides opracował temat po raz drugi, czyniąc tym razem swoją bohaterkę wstydliwą ofiarą skłóconych bogiń i zdobył pierwszą nagrodę.

## Materiał mitologiczny
Podanie o Hipolicie związane było z argiwską Trojzeną (w Argolidzie na Peloponezie), gdzie w pobliżu świątyni Afrodyty odbierał cześć heros Hippolytos, syn Amazonki uprowadzonej i poślubionej przez Tezeusza. Kult czystego Hipolita był również znany w argolidzkim Epidaurze i stamtąd prawdopodobnie przedostał się wraz z kultem Asklepiosa do Aten, gdzie w pobliżu Asklepiejonu wznosiła świątynia Temidy i Afrodyty Pandemos (Ziemskiej), a opodal rzekomy grób Hipolita.

## Osoby
| Osoba      | Jej rola w dramacie             |
| ---------- | ------------------------------- |
| Afrodyta   | bogini miłości                  |
| Hipolit    | syn Tezeusza i Amazonki Antiope |
| Fedra      | żona Tezeusza                   |
| Tezeusz    | król Aten                       |
| Piastunka  | służąca Fedry                   |
| Wychowawca | sługa Hipolita                  |
| Posłaniec  |                                 |
| Artemis    | bogini łowów                    |
| Chór       | kobiet trojzeńskich             |

## Treść
Prolog. W prologu Afrodyta zapowiada, że doprowadzi do zguby Hipolita, wzbudziwszy do niego miłość Fedry, za to że ją lekceważy, za nic mając miłość. Bogini oddala się, Hipolit wraca z drużyną z polowania i składa hołd bogini łowów, Artemidzie. Na próżno stary sługa radzi mu nie zaniedbywać Afrodyty. Chór kobiet trojzeńskich donosi o trwającej od trzech dni, nieznanej chorobie Fedry.
Epeisedion I. Królowa wychodzi z pałacu, przy pomocy niańki układa się na łożu, potem zaczyna majaczyć, wypowiadając za pomocą dziwnych życzeń i aluzji tajemnicę swego serca. Obawiając się, że została ona odkryta każe się zakryć, by ulżyć sobie płaczem. Piastunka nadaremnie błaga swą panią, by wyjawiła, co jej dolega. Królowa wzbrania się przed wyznaniem, woli raczej umrzeć. Dopiero uczyniona przez Piastunkę mimochodem uwaga, że przez swą śmierć królowa zdradzi swój ród na korzyść syna Amazonki, Hipolita, sprawia, że Fedra przypomina sobie przeklęte miłości swej matki (Pazyfae, która weszła w związek z bykiem i zrodziła Minotaura) i siostry Ariadny (która zdradziła ojca z miłości do Tezeusza). Królowa uważa swe uczucie za równie nienaturalne. Piastunka nie rozumie, nawet gdy Fedra pyta, co czuje człowiek, gdy kocha. Dopiero jej pytanie o imię syna Amazonki, pozwala piastunce i chórowi poznać nieszczęście zesłane na Fedrę przez Afrodytę. Piastunka jest przerażona, w wyznaniu swej pani ona i chór widzą wyrok śmierci na nią i jej cześć, wolałyby umrzeć niż słuchać o takich okropnościach, choć nic jeszcze się nie stało. Fedra, gdy nie udało się nieszczęścia przemilczeć, ani znieść mężnie, postanawia umrzeć, by nie ściągnąć na dom hańby cudzołóstwa. Chór chwali ją, jednak przywiązana do swej pani piastunka uważa, że miłość nie jest hańbiąca i postanawia pośredniczyć między swą panią a Hipolitem. Królowa odrzuca z oburzeniem jej propozycję, ale gdy piastunka zapewnia, że przyniesie jej czarodziejski lek na miłość, zgadza się. Chór śpiewa pieśń na cześć Erosa, przytaczając przykłady jego potęgi.
Epeisedion II. Fedra słysz rozmowę sługi z Hipolitem. Dowiaduje się, że piastunka ujawniła młodzieńcowi o jej miłości do niego. Ta wiadomość pogrąża ją w rozpaczy. W tej chwili staje przed nią jej pasierb. Potępia bezwstydną piastunkę, występną macochę i kobiety w ogóle. Ale że stara przed oznajmieniem mu swej tajemnicy, zobowiązała go do milczenia, oddala się, nie wyjawiając powodów swego oburzenia. Fedra wie już, że nie tylko nie może uczciwie żyć, ale nawet umrzeć we czci. Decyduje się na śmierć, aby ratować dobre imię swych dzieci, postanawia jednak zgubić i Hipolita. Chór ubolewa nad losem Fedry, wydanej na łup namiętności przez Afrodytę.
Epeisedion III. Wracający z podróży król Tezeusz dowiaduje się z listu znalezionego przy samobójczyni, że syn zhańbił jego cześć, prosi więc, swego ojca, Posejdona, by spełnił jedno z przyrzeczonych mu życzeń i ukarał śmiercią Hipolita. Na próżno Hipolit zapewnia ojca o swej niewinności. Ojciec nie wierzy mu, a proszącego o śmierć, skazuje na wygnanie. Młodzieniec związany przysięgą nie wyjawia podstępu macochy. Chór opłakuje wygnańca.
Epeisedion IV. Wkrótce posłaniec przynosi wiadomość o wysłuchaniu modlitwy Tezeusza przez Posejdona. Odjeżdżającemu z Trojzeny młodzieńcowi zastępuje drogę przerażający byk, wychodzący z morza. Konie płoszą się i rozbijają rydwan wraz z woźnicą o przybrzeżną skałę. Jego przyjaciele przynoszą konającego. Chór korzy się przed wszechmocą Afrodyty.
Epilog. Tezeusz jest zrazu zadowolony. Wkrótce jednak dowiaduje się o niewinności syna z ust zjawiającej się Artemidy. Konający młodzieniec, wyrzuca swej opiekunce, że nie przeszkodziła zemście Afrodyty. Bogini odpowiada, że wśród bogów jest prawo, by nie przeszkadzać sobie, gdy jakiś śmiertelnik obrazi innego boga. Boleje nad tym, co się stało, gdyż bogów nie raduje upadek szlachetnych. Obiecuje też, że pomści jego śmierć, zabijając Afrodycie najdroższego jej człowieka, swego wiernego czciciela uczci natomiast kultem heroicznym w Trojzenie. Przed zniknięciem pociesza Tezeusza, że zgrzeszył mimo woli, bo śmiertelni muszą zgrzeszyć, gdy dopuszczą to bogowie. Nakazuje też Hipolitowi, by przebaczył ojcu, bo przecież zgubiło go przeznaczenie. Dramat kończy się pojednaniem ojca z synem.